# 마이티 하트
《마이티 하트》(영어: A Mighty Heart)는 미국에서 제작된 마이클 윈터보텀 감독의 2007년 드라마 영화이다. 댄 퍼터먼, 앤젤리나 졸리 등이 출연하였고, 브래드 피트, 디디 가드너 등이 제작에 참여하였다. 2002년 월스트리트 저널 기자 대니얼 펄이 카라치에서 파키스탄계 영국인 오마 셰이크의 지지자들에게 납치된 이후 파키스탄 보안군, 미국 법무부, 미국 국무부 외교경호실(Diplomatic Security Service)이 납치범들을 추적한 과정을 그렸다.

## 출연
- 댄 퍼터먼 - 대니얼 펄 역
- 앤젤리나 졸리 - 메리앤 펄 역
- 윌 패튼 - 랜들 베넷 역
- 알리 칸 - 오마 셰이크 / 바시르 역
- 아치 판자비 - 아스트라 노마니 역
- 이르판 칸 - 자비드 하비브 역
- 윌리엄 호일런드 - 존 바우먼 역
- 데니스 오헤어 - 존 버시 역
- 질리언 아머난테이 - 모린 플랫 역
- 디미트리 고리처스 - 존 스켈턴 역
- 사지드 하산 - 주바이르 역
- 게리 윌미스 - 스티브 러빈 역
- 숀 채프먼 - 미국 기자 역

### 과거 촬영분
- 페르베즈 무샤라프
- 콜린 파월

## 기타 제작진
- 라인 제작: 어니타 오벌런드, 수전 커
- 배역: 웬디 브레이징턴
- 미술: 마크 디그비
- 의상: 샬럿 월터

## 반응
다인종 혼혈인 메리앤 펄 역으로 백인인 앤젤리나 졸리가 발탁된 것을 두고 아프리카계 미국인 사회를 중심으로 논란이 일었다. 그러나 메리앤 펄은 자신이 직접 자신을 연기할 배우로 졸리를 택했다고 밝혔다.

## 같이 보기
- 화이트워싱